# مؤسسه کارولینسکا

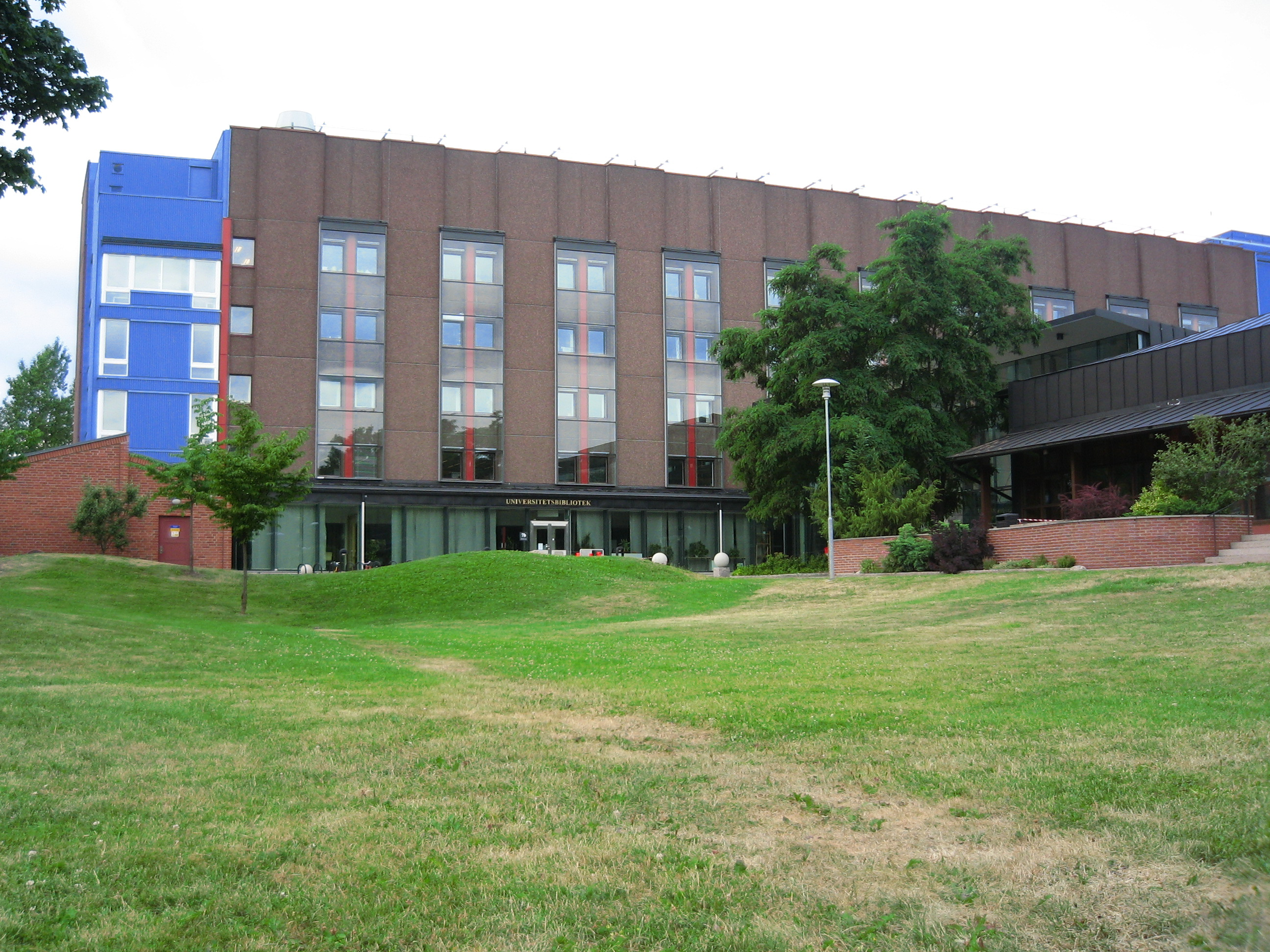
تصویری از کتابخانه مؤسسه پزشکی کارولینسکا در حوالی استکهلم.

مؤسسه کارولینسکا (انگلیسی: Karolinska Institute; سوئدی: Karolinska Institutet) یکی از بزرگ‌ترین دانشگاههای علوم پزشکی اروپا است که در شهر استکهلم، سوئد واقع شده‌است. مؤسسه کارولینسکا، موسسه‌ای علمی و غیردولتی است که وظیفه انتخاب برنده جایزه نوبل در رشته فیزیولوژی و پزشکی را برعهده دارد.

## تاریخچه
انستیتو کارولینسکا در سال ۱۸۱۰ میلادی به فرمان کارل سیزدهم پادشاه سوئد و نروژ تأسیس شد، در ابتدا هدف آن تربیت جراحان ماهر ارتش در جنگ فنلاند بر ضد روسیه تزاری بود. گرچه پس از آن زمینه فعالیتهایش گسترش یافته و به یکی از مراکز اصلی تولید و تحقیق دانش پزشکی در اروپا و جهان بدل شد. این مؤسسه از سال ۱۸۹۵ میلادی امتیاز انحصاری اعطای جایزه نوبل پزشکی را در اختیار دارد.

## رتبه‌بندی و شهرت
انستیتو کارولینسکا هر ساله بین یک تا پنج دانشگاه برتر اروپا و چهل دانشگاه برتر جهان ارزیابی می‌شود.
در رشته دندانپزشکی رتبه اول در دنیا و در رشته پزشکی رتبه ششم در دنیا را دارد.